# Chaca
Chaca é o único gênero na família Chacidae. Estes peixes são comumente conhecidos por bagre de cabeça quadrada, bagre boca-de-sapo, ou bagre-pescador. Este peixe incomum possui um estilo de vida sedentário e gasta muito do seu tempo imóvel.